# ラーゼインダ
ラーゼインダ（ビルマ語: ရာဇိန္ဒ、 Rājinda）は、ミャンマー人の上座部仏教僧。ヤウェイヌエ (ရဝေနွယ်）という筆名で著述家としても有名。敬称はアシン（အရှင်）を語頭につける。

## 経歴
1969年6月18日、バゴー地方域テーゴン地区インマ町にて、父、ウー・テインニーセインと母、ドー・チンヌの間に生まれる。1979年、沙弥出家する。1980年に再び沙弥出家。1985年、フラワー・マガジンに投稿を開始。
1989年、比丘出家する。ヤンゴンのマハーウィトウッダロン・パーリ大学(မဟာဝိသုဒ္ဓါရုံ ပါဠိတက္ကသိုလ် ကျောင်းတိုက်)にて学ぶ。その翌年、ミャッミンガラー・ジャーナルにて仏教記事の公表を開始 。
2000年にビルマ政府により、タータナダザ・ダマサリヤ(သာသနဓဇ ဓမ္မာစရိယဘွဲ့）の学位を受ける。2003年1月、仏教書、『いつの世界でも会いたいのか？』 (ဘဝတိုင်းဆုံတွေ့ချင်ပါသလား）を出版。
現在までヤンゴン市のミンガラドン区域に位置するダマヤウェー寺（ဓမ္မရဝေကျောင်းတိုက်)にて僧院長を務める。